# Vezdaeaceae
Vezdaeaceae is een botanische naam voor een monotypische familie van korstmossen.

## Geslachten
De familie bestaat uit een geslacht:
- Vezdaea